# 웨인 서몬
웨인 서몬(Wayne Sermon, 1984년 6월 15일 ~ )은 미국의 음악가, 작곡가 그리고 음악 프로듀서이다. 그는 팝 록 밴드 이매진 드래곤스의 리드 기타리스트이다.

## 어린 시절
서몬은 1984년 6월 15일 유타주 아메리칸 포크에서 제프와 데비 서몬의 부모에게서 태어났다.  그는 다섯 자녀 중 한 명이며 예수 그리스도 후기 성도 교회에서 자랐지만 그 후 교회를 떠났다.
어렸을 때 서몬은 첼로와 기타를 모두 배웠다. 그는 어린 시절에도 기타리스트가 되기로 마음먹었다. 그의 아버지는 오디오 파일 화질 증폭기, 레코드 플레이어, 그리고 모든 비틀즈의 음반을 바이닐에 넣어 두었는데, 이 음반은 서몬이 즐겨 들었다. 그는 또한 보스턴의 기타리스트 톰 숄츠의 사우드와 솔로에 대한 그의 접근법도 좋아했다. 그는 버클리 음대에 입학하여 기타 연주와 작곡을 이중으로 전공하였고, 2008년에 졸업하였다. 버클리 대학교 시절 그는 이클렉틱 일렉트릭스라고 불리는 5개의 기타 재즈 퓨전 앙상블의 일원이었다.

## 개인 생활
서몬은 2011년 2월 18일 캘리포니아주에서 발레리나이자 브리검영 대학교를 졸업한 알렉산드라 홀과 결혼했다. 2014년 7월 26일, 설교는 그들의 첫 아이인 리버 제임스 서몬을 환영했다. 2016년 1월 21일, 그들은 둘째 아이, 또 다른 아들 볼프강 알렉산더 서몬을 맞이했다. 그들의 셋째 아이인, 소녀, 수니 래는 2018년 10월 5일 금요일, 그 가족에 합류했다.

## 음반 목록

### 이매진 드래곤스
- Night Visions (2012년)
- Smoke + Mirrors (2015년)
- Evolve (2017년)
- Origins (2018년)